# Medal Obrony
Medal Obrony (ang. Defence Medal) – brytyjski medal przyznawany za udział w II wojnie światowej.

## Zasady nadawania
Było kilka różnych wymogów przyznawania tego medalu.
- służba w siłach zbrojnych w nieoperacyjnych rejonach narażonych na atak powietrzny, trwająca co najmniej trzy lata.
- nieoperacyjna służba w siłach zbrojnych zamorskich lub poza krajem miejsca zamieszkania trwająca co najmniej jeden rok. Jeżeli terytorium było zagrożone przez wroga albo narażone było na atak powietrzny, czas skracany był do sześciu miesięcy.

Uprawnieni do noszenia tego medalu byli:
- członkowie wszystkich służb obrony cywilnej;
- członkowie Home Guard (gwardii krajowej) w Wielkiej Brytanii, którzy ukończyli co najmniej 3 lata służby.
- wyróżnieni, posiadający Krzyż Jerzego lub Medal Jerzego, niezależnie od ich zawodu.

## Opis medalu
Okrągły medal o średnicy 1,42 cala (36 mm).
Brytyjskie wydanie zrobione było ze stopu miedzi i niklu, a kanadyjskie ze srebra (próba 800).
Na awersie znajduje się lewy profil króla Jerzego VI z opisem:
GEORGIVS VI D: BR: OMN: REX F: D: IND: IMP:
Na rewersie widnieje spoczywająca na pniu dębu królewska korona, otoczona przez króla lwa i królową lwicę. Na górze po lewej jest data 1939, na górze po prawej data 1945.
Pod spodem znajduje się napis THE DEFENCE/MEDAL.
Jasnozielona wstążka o szerokości 1,25 cala (32 mm) z pomarańczowym pasem w środku o szer. 0,5 cala oraz cienkich czarnych pasków w środku każdego zielonego pasa.
Medal został ustanowiony 16 sierpnia 1945.